# B.J. Penn
Jay Dee "B.J." Penn (Kailua, Hawái; 13 de diciembre de 1978) es un practicante de jiu-jitsu y artista marcial mixto estadounidense, que compitió en la categoría de peso ligero y peso welter en Ultimate Fighting Championship dónde fue campeón de peso ligero y peso Welter. B.J Penn es Considerado uno de los mejores peleadores peso ligero según ESPN y desde el 2015 está dentro del salón de la fama de UFC. 
Penn fue el primer estadounidense -y no brasileño- en ganar el Campeonato Mundial de Jiu-Jitsu en la categoría de cinturón negro. En artes marciales mixtas, ha competido en las divisiones de peso ligero, wélter y semipesado. Como excampeón de UFC en la categoría de peso ligero y wélter, es el segundo hombre en la historia de la organización en ganar dos títulos en diferentes categorías de peso.

## Primeros años
Penn es hijo de Jay Dee Penn (estadounidense) y Loraine Shin (irlandesa), tercera generación de coreano-estadounidense.
A la edad de diecisiete años, Penn comenzó a entrenar jiu-jitsu brasileño tras habérselo aconsejado su vecino, Tom Callos. Callos había puesto ojeadores en los gimnasios locales en busca de personas para entrenar con él. El padre de B.J., Jay Dee Penn, llamó a Callos y le dijo que sus hijos estaban interesados. Callos enseñó a BJ y su hermano todo lo que sabía. Poco después, B.J. se trasladó a San José, California, para comenzar a entrenar en AKA con Dave Camarillo y Bob Cooke, quien vivía con él y forjó una gran amistad. Fue aquí durante su estancia en San José donde decidió seguir una carrera en las artes marciales (aunque no las artes marciales mixtas en el momento).

## Carrera en artes marciales mixtas

### Ultimate Fighting Championship
En su debut en 2001, Penn ganó sus tres peleas por nocaut en la primera ronda.
En el año 2002, Penn se enfrentó a Jens Pulver por el Campeonato de Peso Ligero de UFC en UFC 35. Penn perdió la pelea por decisión mayoritaria, siendo esta la primera derrota de su carrera profesional. En mayo y septiembre del mismo año, Penn derrotaría a Paul Creighton y Matt Serra en UFC 37 y UFC 39 respectivamente.
En 2003 volvería a pelear por el título ante Caol Uno el 28 de febrero en UFC 41 donde ambos empataron.
Penn se enfrentó a Matt Hughes el 31 de enero de 2004 en UFC 46 por el campeonato de peso wélter de UFC. Penn ganó la pelea por sumisión, pero finalmente Penn fue despojado del título tras firmar con K-1.

### Retorno a UFC

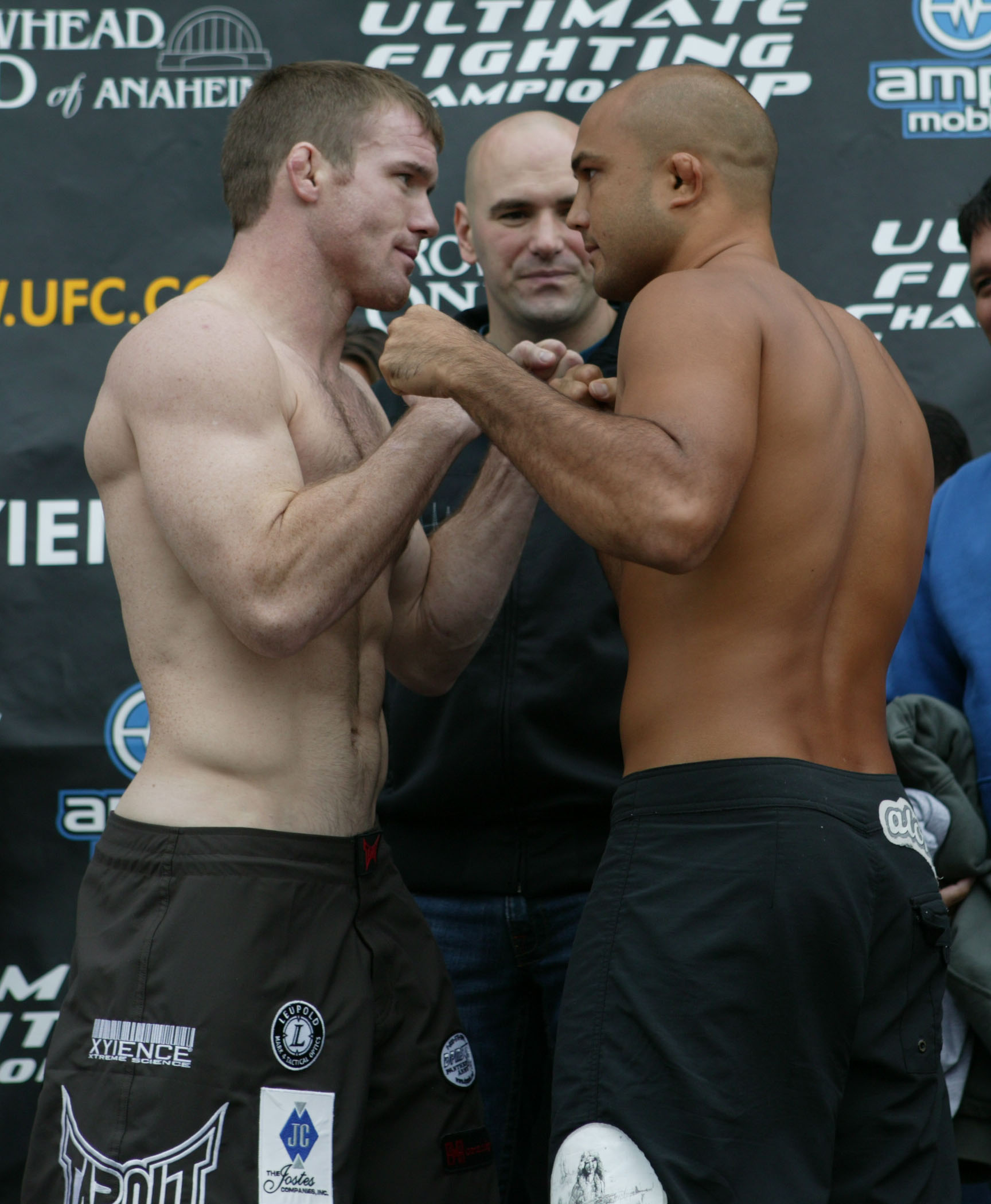
Hughes y Penn antes de su revancha en UFC 63.

Tras dos años fuera de la UFC, Penn volvió en 2006 para enfrentarse a Georges St-Pierre el 4 de marzo en UFC 58. Penn perdió la pelea por decisión dividida.
Penn se volvería a enfrentar a Matt Hughes el 23 de septiembre de 2006 en UFC 63. Esta vez Hughes noqueó a Penn en la tercera ronda.
Penn se enfrentó a Jens Pulver por segunda ocasión el 23 de junio de 2007 en The Ultimate Fighter 5 Finale. Penn ganó la pelea por sumisión en la segunda ronda.
En 2008, Penn se enfrentó a Joe Stevenson por el campeonato vacante de peso ligero en UFC 80. Penn ganó la pelea por sumisión tras dominar a Stevenson. La victoria de Penn le hizo ganar la Sumisión del Año 2008 y ganar el premio a la Paliza del Año. En mayo del mismo año en UFC 84, Penn defendió el título ante Sean Sherk al cual noqueó en la tercera ronda.
En 2009, Penn volvió al peso wélter para enfrentarse al campeón Georges St-Pierre en un combate de campeones en UFC 94 por el campeonato de peso wélter de UFC. Penn fue dominado toda la pelea, y perdió la pelea cuando su equipo decidió que no podía continuar.
Tras su derrota ante GSP, Penn regresó al peso ligero y defendió ante Kenny Florian y Diego Sánchez en UFC 101 y UFC 107 respectivamente.
Ya en 2010, Penn perdió el título el 10 de abril en UFC 112 ante Frankie Edgar por decisión unánime. En agosto del mismo año, Edgar y Penn se enfrentaron de nuevo con el mismo resultado de la primera vez. Tres meses más tarde, Penn volvió al peso wélter y se enfrentó por tercera vez ante Matt Hughes en UFC 123, al que ganó por nocaut en 21 segundos. Penn también ganó el KO de la Noche por su actuación.
Penn se enfrentó a Jon Fitch por la contendencia al título en UFC 127. Penn y Fitch empataron.
Penn se enfrentó a Nick Díaz el 29 de octubre de 2011 en UFC 137. Penn perdió la pelea por decisión unánime.
Tras más de un año sin pelear, Penn se enfrentó a Rory MacDonald el 8 de diciembre de 2012 en UFC on Fox 5. Penn perdió la pelea por decisión unánime.
El 11 de septiembre de 2013, el UFC anunció durante UFC Tonight, que Penn sería el entrenador rival de Frankie Edgar para la temporada 19 de The Ultimate Fighter. La temporada se emitió en Fox Sports 1, y los dos entrenadores se enfrentaron por tercera vez el 6 de julio de 2014 en The Ultimate Fighter 19 Finale. Edgar ganó la tercera pelea de la trilogía por nocaut técnico en la tercera ronda. Al final de la pelea, Penn anunció sus intenciones de retirarse de nuevo durante la conferencia de prensa posterior al combate del evento.
En enero de 2016, después de un hiato de 18 meses, Penn, de 37 años, anunció sus intenciones de volver a la competencia activa con planes de continuar en la división de peso pluma de la UFC. Se esperaba brevemente que regresara en abril de 2016 en el UFC 197. Sin embargo, el regreso de Penn se retrasó después de que se iniciara una investigación sobre las denuncias criminales contra él. A su vez, se esperaba que Penn se enfrentara a Dennis Siver el 4 de junio de 2016 en UFC 199. Sin embargo, Siver fue obligado a salir de la pelea a principios de mayo con una lesión no revelada. Fue sustituido por Cole Miller. Posteriormente, el propio Penn fue retirado de la tarjeta el 23 de mayo después de haber sido señalado para el uso de un IV administrado por vía médica durante un período de no lucha, cuando el uso de IV había sido prohibido recientemente los 365 días del año.
Se esperaba que Penn enfrentara a Ricardo Lamas el 15 de octubre de 2016 en UFC Fight Night 97. Sin embargo, el 4 de octubre, Penn se retiró de la pelea citando una lesión. A su vez, la promoción anunció el 6 de octubre que habían cancelado el evento por completo.
Después de tres retrasos para que se programara su pelea de regreso, Penn regresó a UFC a principios de 2017. Se enfrentó a Yair Rodríguez en el evento principal el 15 de enero de 2017 en UFC Fight Night 103. Perdió la pelea a través de TKO en la segunda ronda.
Un comentarista dijo que Penn se debería retirar a lo que el actual campeón de peso wélter de la UFC Tyron Woodley comentó: "Para mi no se debería retirar, solo escoger bien sus oponentes".
Una pelea reprogramada con Dennis Siver tuvo lugar el 25 de junio de 2017 en UFC Fight Night 112. Perdió la pelea por decisión mayoritaria.
Penn está programado para enfrentar a Ryan Hall el 29 de diciembre en UFC 232, que será su tercer período en la división de peso ligero. En preparación para la pelea contra Hall, Penn volvió a entrenar en Nova União.

## Vida personal
"B.J." es la abreviación de su apodo inicial "Baby Jay", el cual se derivó del hecho de que Penn es el menor de todos sus hermanos y todos fueron nombrados "Jay Dee Penn".
El padre de B.J., el cual tiene ascendencia irlandesa e inglesa, nombró a tres de sus cuatro hijos "Jay Dee"; el cuarto fue nombrado Reagan para evitar confusiones con cada hijo llamándoles por sus apodos "Jay", "Jay Dee" y "Baby Jay".
La madre de Penn, Lorraine Shin, es tercera generación de americanos con ascendencia coreana.
La novia de Penn, Shealen Uaiwa, dio a luz a su hija Aeva Lili'u, el 25 de octubre de 2008.
Penn es coautor del libro Mixed Martial Arts: The Book of Knowledge, un libro instruccional sobre las artes marciales mixtas.

## Campeonatos y logros
- Ultimate Fighting Championship
  - Salón de la Fama
  - Campeón de Peso Wélter (Una vez)
  - Campeón de Peso Ligero (Una vez)
  - Finalista del torneo de Peso Ligero de UFC 41 (empató con Caol Uno en la final)
  - Pelea de la Noche (Dos veces)
  - Sumisión de la Noche (Dos veces)
  - KO de la Noche (Una vez)
  - Segundo campeón multi-divisional en la historia de UFC

- K-1 Fighting Network - Rumble on the Rock
  - Campeón de Peso Ligero (Una vez)

- Sports Illustrated
  - 10º Peleador de la Década[39]
  - 1º Gran pelea en UFC vs. Matt Hughes el 23 de septiembre de 2006[40]
  - 8º Gran pelea en UFC vs. Georges St-Pierre el 4 de marzo de 2006[41]

- MMAFighting
  - Peleador Peso Ligero del Año (2003)[42]
  - Peleador Peso Wélter del Año (2004)[42]
  - Peleador Peso Wélter del Año (2006) 3º lugar[42]
  - Pelea del Año (2006) vs. Georges St-Pierre el 4 de marzo de 2006[42]

## Registro en artes marciales mixtas
| Resultado | Récord  | Oponente          | Método                           | Evento                              | Fecha                    | Ronda | Tiempo | Localización                  | Notas |
| --------- | ------- | ----------------- | -------------------------------- | ----------------------------------- | ------------------------ | ----- | ------ | ----------------------------- | --- |
| Derrota   | 16–14–2 | Clay Guida        | Decisión (unánime)               | UFC 237                             | 11 de mayo de 2019       | 3     | 5:00   | Río de Janeiro                | |
| Derrota   | 16–13–2 | Ryan Hall         | Sumisión (heel hook)             | UFC 232                             | 29 de diciembre de 2018  | 1     | 2:46   | Inglewood, California         | Regreso al peso ligero.                                                                                         |
| Derrota   | 16–12–2 | Dennis Siver      | Decisión (mayoritaria)           | UFC Fight Night: Chiesa vs. Lee     | 25 de junio de 2017      | 3     | 5:00   | Oklahoma City, Oklahoma       | |
| Derrota   | 16–11-2 | Yair Rodríguez    | TKO (patada y golpes)            | UFC Fight Night: Rodríguez vs. Penn | 15 de enero de 2017      | 2     | 0:24   | Phoenix, Arizona              | |
| Derrota   | 16–10–2 | Frankie Edgar     | TKO (golpes)                     | The Ultimate Fighter 19 Finale      | 6 de julio de 2014       | 3     | 4:16   | Las Vegas, Nevada             | Debut en peso pluma.                                                                                            |
| Derrota   | 16–9–2  | Rory MacDonald    | Decisión (unánime)               | UFC on Fox: Henderson vs. Diaz      | 8 de diciembre de 2012   | 3     | 5:00   | Seattle, Washington           | |
| Derrota   | 16–8–2  | Nick Diaz         | Decisión (unánime)               | UFC 137                             | 29 de octubre de 2011    | 3     | 5:00   | Las Vegas, Nevada             | Eliminatoria por el título; Pelea de la Noche.                                                                  |
| Empate    | 16–7–2  | Jon Fitch         | Empate (mayoritario)             | UFC 127                             | 27 de febrero de 2011    | 3     | 5:00   | Sídney                        | |
| Victoria  | 16–7–1  | Matt Hughes       | KO (golpes)                      | UFC 123                             | 20 de noviembre de 2010  | 1     | 0:21   | Auburn Hills, Míchigan        | Retorno al peso wélter; KO de la Noche.                                                                         |
| Derrota   | 15–7–1  | Frankie Edgar     | Decisión (unánime)               | UFC 118                             | 28 de agosto de 2010     | 5     | 5:00   | Boston, Massachusetts         | Por el Campeonato de Peso Ligero de UFC.                                                                        |
| Derrota   | 15–6–1  | Frankie Edgar     | Decisión (unánime)               | UFC 112                             | 10 de abril de 2010      | 5     | 5:00   | Abu Dhabi                     | Perdió el Campeonato de Peso Ligero de UFC.                                                                     |
| Victoria  | 15–5–1  | Diego Sánchez     | TKO (parada médica)              | UFC 107                             | 12 de diciembre de 2009  | 5     | 2:37   | Memphis, Tennessee            | Defendió el Campeonato de Peso Ligero de UFC.                                                                   |
| Victoria  | 14–5–1  | Kenny Florian     | Sumisión (rear-naked choke)      | UFC 101                             | 8 de agosto de 2009      | 4     | 3:54   | Filadelfia, Pensilvania       | Defendió el Campeonato de Peso Ligero de UFC; Sumisión de la Noche.                                             |
| Derrota   | 13–5–1  | Georges St-Pierre | TKO (parada del equipo)          | UFC 94                              | 31 de enero de 2009      | 4     | 5:00   | Las Vegas, Nevada             | Por el campeonato de peso wélter de UFC.                                                                        |
| Victoria  | 13–4–1  | Sean Sherk        | TKO (rodillazo volador y golpes) | UFC 84                              | 24 de mayo de 2008       | 3     | 5:00   | Las Vegas, Nevada             | Defendió el Campeonato de Peso Ligero de UFC.                                                                   |
| Victoria  | 12–4–1  | Joe Stevenson     | Sumisión (rear-naked choke)      | UFC 80                              | 19 de enero de 2008      | 2     | 4:02   | Londres                       | Ganó el Campeonato Vacante de Peso Ligero de UFC; Sumisión de la Noche.                                         |
| Victoria  | 11–4–1  | Jens Pulver       | Sumisión (rear-naked choke)      | The Ultimate Fighter 5 Finale       | 23 de junio de 2007      | 2     | 3:12   | Las Vegas, Nevada             | Retorno al peso ligero.                                                                                         |
| Derrota   | 10–4–1  | Matt Hughes       | TKO (golpes)                     | UFC 63                              | 23 de septiembre de 2006 | 3     | 3:53   | Anaheim, California           | Por el Campeonato de Peso Wélter de UFC; Pelea de la noche.                                                     |
| Derrota   | 10–3–1  | Georges St-Pierre | Decisión (dividida)              | UFC 58                              | 4 de marzo de 2006       | 3     | 5:00   | Las Vegas, Nevada             | Retorno al peso wélter. Eliminatoria por el título.                                                             |
| Victoria  | 10–2–1  | Renzo Gracie      | Decisión (unánime)               | K-1 World Grand Prix 2005 Hawaii    | 29 de julio de 2005      | 3     | 5:00   | Honolulu, Hawái               | |
| Derrota   | 9–2–1   | Lyoto Machida     | Decisión (unánime)               | K-1 Hero's 1                        | 26 de marzo de 2005      | 3     | 5:00   | Saitama                       | Pelea de peso abierto, Penn pesó 191 lbs y Machida pesó 225 lbs.                                                |
| Victoria  | 9–1–1   | Rodrigo Gracie    | Decisión (unánime)               | Rumble on the Rock 6                | 20 de noviembre de 2004  | 3     | 5:00   | Honolulu, Hawái               | Debut en peso medio.                                                                                            |
| Victoria  | 8–1–1   | Duane Ludwig      | Sumisión (arm-triangle choke)    | K-1 MMA: ROMANEX                    | 22 de mayo de 2004       | 1     | 1:45   | Saitama                       | |
| Victoria  | 7–1–1   | Matt Hughes       | Sumisión (rear-naked choke)      | UFC 46                              | 31 de enero de 2004      | 1     | 4:39   | Las Vegas, Nevada             | Debut en peso wélter. Ganó el campeonato de peso wélter de UFC; Despojado del título cuando Penn firmó con K-1. |
| Victoria  | 6–1–1   | Takanori Gomi     | Sumisión (rear-naked choke)      | K-1 Rumble on the Rock 4            | 10 de octubre de 2003    | 3     | 2:35   | Honolulu, Hawái               | Ganó el Campeonato de Peso Ligero de Rumble on the Rock                                                         |
| Empate    | 5–1–1   | Caol Uno          | Empate (dividido)                | UFC 41                              | 28 de febrero de 2003    | 5     | 5:00   | Atlantic City, Nueva Jersey   | Por el Campeonato de Peso Ligero de UFC. Final del torneo de peso ligero de UFC.                                |
| Victoria  | 5–1     | Matt Serra        | Decisión (unánime)               | UFC 39                              | 27 de septiembre de 2002 | 3     | 5:00   | Uncasville, Connecticut       | Semifinal del torneo de peso ligero de UFC.                                                                     |
| Victoria  | 4–1     | Paul Creighton    | TKO (golpes)                     | UFC 37                              | 10 de mayo de 2002       | 2     | 3:23   | Bossier City, Luisiana        | |
| Derrota   | 3–1     | Jens Pulver       | Decisión (mayoritaria)           | UFC 35                              | 11 de enero de 2002      | 5     | 5:00   | Uncasville, Connecticut       | Por el Campeonato de Peso Ligero de UFC.                                                                        |
| Victoria  | 3–0     | Caol Uno          | KO (golpes)                      | UFC 34                              | 2 de noviembre de 2001   | 1     | 0:11   | Las Vegas, Nevada             | Eliminatoria por el título.                                                                                     |
| Victoria  | 2–0     | Din Thomas        | TKO (rodillazo y golpes)         | UFC 32                              | 29 de junio de 2001      | 1     | 2:42   | East Rutherford, Nueva Jersey | |
| Victoria  | 1–0     | Joey Gilbert      | TKO (golpes)                     | UFC 31                              | 4 de mayo de 2001        | 1     | 4:57   | Atlantic City, Nueva Jersey   | |

## Filmografía y videojuegos
| Año  | Título                     | Papel        |
| ---- | -------------------------- | ------------ |
| 2007 | The Ultimate Fighter 5     | él mismo     |
| 2008 | Renzo Gracie: Legacy       | él mismo     |
| 2009 | BJ Penn: 90 Days           | él mismo     |
| 2009 | Never Surrender            | BJ           |
| 2010 | Last Call with Carson Daly | él mismo     |
| 2010 | ESPN: Sport Science        | él mismo     |
| 2011 | Fighting Fear              | él mismo     |
| 2011 | Hawaii Five-0              | Miembro Kapu |
| 2012 | MMA Uncensored Live        | él mismo     |
| 2012 | The Fighters               | él mismo     |
| 2014 | The Ultimate Fighter 19    | él mismo     |

| Año  | Título              | Papel    |
| ---- | ------------------- | -------- |
| 2002 | UFC: Throwdown      | él mismo |
| 2003 | UFC: Tapout 2       | él mismo |
| 2004 | UFC: Sudden Impact  | él mismo |
| 2009 | UFC 2009 Undisputed | él mismo |
| 2010 | UFC Undisputed 2010 | él mismo |
| 2012 | UFC Undisputed 3    | él mismo |
| 2014 | EA Sports UFC       | él mismo |